# Synemosyna aurantiaca
Synemosyna aurantiaca är en spindelart som först beskrevs av Cândido Firmino de Mello-Leitão 1917.  
Synemosyna aurantiaca ingår i släktet Synemosyna och familjen hoppspindlar. Inga underarter finns listade i Catalogue of Life.